# Rio do Prado
Rio do Prado är en kommun i Brasilien.   Den ligger i delstaten Minas Gerais, i den östra delen av landet, 800 km öster om huvudstaden Brasília. Antalet invånare är 5 213.
Omgivningarna runt Rio do Prado är huvudsakligen savann. Runt Rio do Prado är det glesbefolkat, med 10 invånare per kvadratkilometer.